# Anisocentropus muricatus
Anisocentropus muricatus is een schietmot uit de familie Calamoceratidae. De soort komt voor in het Australaziatisch gebied.